# Vladlena Bobrovnikova
Vladlena Bobrovnikova (russe : Владлена Эдуардовна Бобровникова), née le 24 octobre 1987 à Volgograd, est une joueuse internationale russe de handball.

## Biographie
Dès 14 ans, elle a la volonté de découvrir d'autres pays et d'autres cultures. C'est ainsi qu'en 2009 la Serbie et le ŽRK Kikinda pour quelques mois mais le club étant en proie à des problèmes financier et elle prend la direction en janvier 2010 de l'Italie et du HC Sassari. En 2011, elle rejoint le HC Teramo avec lequel elle devient championne d'Italie.
En 2012, elle rentre en Russie au Rostov-Don qui la convoitait depuis plusieurs saisons.
En 2016, elle est championne olympique aux Jeux olympiques de Rio.

## Palmarès

### Sélection nationale
- médaillée d'or aux Jeux olympiques de 2016 à Rio de Janeiro au  Brésil
- médaillée de bronze au championnat du monde 2019 au  Japon
- médaillée d'argent aux Jeux olympiques de 2020 à Tokyo

### Club
compétitions internationales
- vainqueur de la Coupe de l'EHF en 2017 (avec Rostov-Don)
- finaliste de la Ligue des champions en 2019 (avec Rostov-Don)

compétitions nationales
- championne de Russie en 2015, 2017, 2018 et 2019 (avec Rostov-Don)
- championne d'Italie en 2012 (avec HC Teramo)

### Distinctions individuelles
- élue meilleure arrière gauche du championnat d'Europe 2020